# Navio-usina

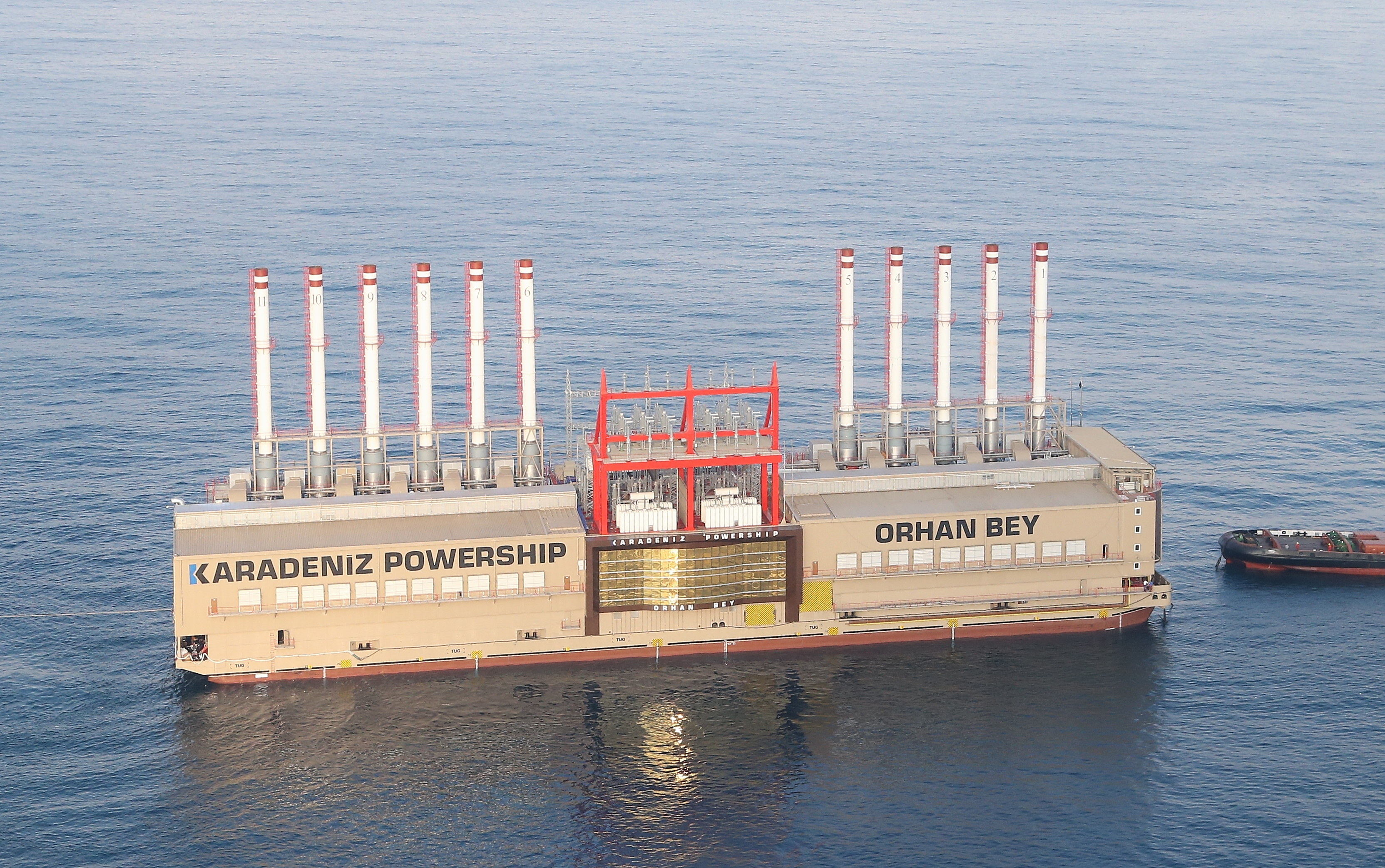
MV Orhan Bey, um navio de energia que era formalmente um navio graneleiro.

Um navio-usina (ou navio usina) é um navio de propósito especial, no qual uma usina de energia é instalada para servir como recurso de geração de energia.
Convertidos a partir de navios existentes, os navios-usina são autopropulsados, prontos para auxiliar a infraestrutura nos países em desenvolvimento que se conectam às redes nacionais quando necessário. Navios-usina não motorizados, conhecidos como balsas de energia, são usinas de energia instaladas em uma balsa de convés. Estas são às vezes chamadas de "usinas de energia flutuantes" ou "usinas de energia montadas em balsas". Eles foram inicialmente desenvolvidos durante a Segunda Guerra Mundial pela General Electric como um recurso de geração de energia transportável em grande escala.
Navios-usina ou balsas de energia podem ser equipadas com turbinas a gás simples ou múltiplas, motores alternativos a diesel e gás, caldeiras ou reatores nucleares para geração de eletricidade. O Bureau Veritas, uma agência internacional de certificação com experiência na supervisão da construção naval e do desenvolvimento de usinas de energia, classifica essas usinas flutuantes como "usinas de serviço especial".